# Fontana spaziale

Una fontana spaziale.

Il concetto di fontana spaziale è una forma di ascensore spaziale che non richiede che la struttura sia in orbita geosincrona, e non si basa sulla resistenza alla tensione per funzionare. A differenza del progetto di ascensore spaziale originale (un satellite collegato a terra da un cavo), una fontana spaziale è una torre estremamente alta costruita da terra. Poiché una torre così alta non sarebbe in grado di sostenere il proprio peso utilizzando materiali tradizionali, dei massicci proiettili vengono proiettati verso l'alto dalla base della torre, e rediretti verso il basso una volta giunti in cima, in modo che la forza della redirezione tenga sospesa la torre. 
I carichi utili salgono o scendono dalla torre o in accoppiamento con il flusso di pallottole, o scalando la parete della torre. La fontana spaziale ha molti vantaggi chiave in confronto ad un ascensore spaziale, in quanto non richiede materiali estremamente robusti, può essere posizionata in qualsiasi punto della superficie terrestre invece che solo all'equatore, e può essere elevata a qualsiasi altezza richiesta. Lo svantaggio principale è che è una struttura attiva, e quindi richiede un flusso costante di energia per sostenersi.